# Colonia (tỉnh)
Colonia Colonia là một tỉnh của Uruguay. Tỉnh này có diện tích
6.106 km², dân số là 119.266 người. Tỉnh lỵ đóng ở Colonia del Sacramento.

## Thông tin dân số
Theo điều tra dân số năm 2004, có 119.266 người và 40.243 hộ trong tỉnh này. Số người bình quân mỗi hộ là 3,2. Cứ mỗi 100 nữ giới, có 96,7 nam giới.
- Tỷ lệ tăng dân số: 0,448% (2004)
- Tỷ lệ sinh: 15,05 số người được sinh/1000 người (2004)
- Tỷ lệ tử vong: 9,97 số người chết/1000 người
- Tuổi bình quân: 33,5 (32.5 Nam giới, 34,6 Nữ giới)
- Tuổi thọ bình quân(2004):

- Tỷ lệ con/bà mẹ: 2,19 con/bà mẹ
- Thu nhập đầu người ở thành thị (các thành phố có 5.000 người hoặc hơn): 4.385,6 peso/tháng

### Các trung tâm đô thị chính
(Các thị xã hoặc các thành phố với 1000 dân đăng ký hoặc hơn - - số liệu từ cuộc điều tra dân số năm 2004, trừ phi nêu khác đi)
| Thành phố/Thị xã       | Dân số |
| ---------------------- | ------ |
| Carmelo                | 16.866 |
| Colonia del Sacramento | 21.714 |
| Colonia Valdense       | 3.087  |
| Florencio Sánchez      | 3.526  |
| Juan Lacaze            | 13.196 |
| Nueva Helvecia         | 10.002 |
| Nueva Palmira          | 9.230  |
| Ombues de Lavalle      | 3.451  |
| Rosario                | 9.311  |
| Tarariras              | 6.070  |

Bản mẫu:Tỉnh Uruguay